# تيوفيلو أوتوني
تيوفيلو أوتوني (Teófilo Otoni) مدينة تقع في ولاية ميناس جيرايس شمال شرق البرازيل.

## أعلام
- دييغو فاريا
- برونو باروس دي بيترو
- فريد